# Битва новгородцев с суздальцами
Чудо от иконы «Богоматерь Знамение» (Битва новгородцев с суздальцами) — популярный в России XV-XVII вв. иконописный сюжет, в основе которого лежит историческое событие: осада Новгорода войском под предводительством суздальского княжича Мстислава Андреевича.

## Исторический сюжет
В начале 1170 года соединённые силы русских князей: владимирского, смоленского, рязанского, муромского и полоцкого, — возглавляемые суздальским княжичем Мстиславом Андреевичем, сыном Андрея Боголюбского, подошли к стенам Новгорода и осадили город. 
Когда новгородцы услыхали об этой силе великой, идущей на них, то охватила их печаль и скорбь великая. И, сетуя горько, молились они милостивому Богу и Пречистой Его Матери, Святой Госпоже Богородице. И соорудили они острог вокруг всего Новгорода, а сами укрылись за острогом. И пришли к Новгороду суздальцы со всеми князьями земли Русской, и стояли под городом три дня. Во вторую же ночь осады, когда святой архиепископ Иоанн стоял на молитве пред образом Господа нашего Иисуса Христа, молясь о спасении города этого, в ужасе услышал он голос, говоривший так: «Иди в церковь святого Спаса на Ильину улицу, и возьми икону Святой Богородицы, и вынеси её на острог, воздвигнутый против супостатов». И святейший архиепископ Иоанн, услышав это, пребывал без сна всю ночь, молясь Святой Богородице, Матери Божьей. <…>

И понесли икону на острог, туда, где ныне монастырь Святой Богородицы на Десятине. А все новгородцы были внутри острога, не осмеливаясь выступить против врагов; лишь скорбел каждый о судьбе своей, видя погибель свою, ибо ведь суздальцы и улицы поделили — какая какому городу достанется. И вот, когда наступил шестой час, начали наступать на город все русские полки. И полетели на город стрелы, словно дождь проливной. Тогда икона по Божьему соизволению обратилась ликом к городу, и увидал архиепископ текущие слёзы от иконы, и подставил он под них фелонь свою. <…>  Тогда Господь Бог наш умилосердился над городом нашим по молитвам Святой Богородицы: обрушил гнев Свой на все полки русские, и покрыла их тьма, как было при Моисее, когда провел Бог израильтян сквозь Красное море, а фараона потопил. Так и на сих напал трепет и ужас, и ослепли все, и начали биться меж собой. Увидев это, новгородцы вышли в поле и одних перебили, а других захватили в плен.
Значение победы новгородцев было огромным ещё с учётом того, что всего лишь за год до событий войсками Андрея Боголюбского и его союзников впервые за историю русских междоусобиц был взят и разгромлен Киев, где в то время княжил отец новгородского князя.
Чудотворная икона Божией Матери «Знамение» 186 лет после этого события находилась в той же церкви Спаса Преображения на Ильиной улице. В 1356 году икона из церкви Спаса Преображения была с торжеством перенесена в воздвигнутую в 1354 или 1355 году церковь Знамения Богородицы, на месте которой в конце XVII века был построен Знаменский собор. Многочисленные списки с этой иконы известны по всей России. Многие из них являются чудотворными и наименованы по месту явления чудес. К таким спискам иконы Знамения относятся иконы Абалацкая, Дионисиево-Глушицкая, Курская, Серафимо-Понетаевская и другие.
Память о чудесном избавлении Новгорода от вражеского войска долго сохранялась в форме устных преданий. Архиепископ Иоанн тогда же установил праздник в честь Знамения Божией Матери, который и доныне празднует вся Русская Церковь 10 декабря (27 ноября). В XIV веке написано «Слово о знамении святой Богородицы» (сказание о битве новгородцев с суздальцами). В XV веке рассказ об этом чуде вошёл в новгородский летописный свод, и афонский иеромонах Пахомий Логофет написал «Слово похвальное Знамению».

## Композиция

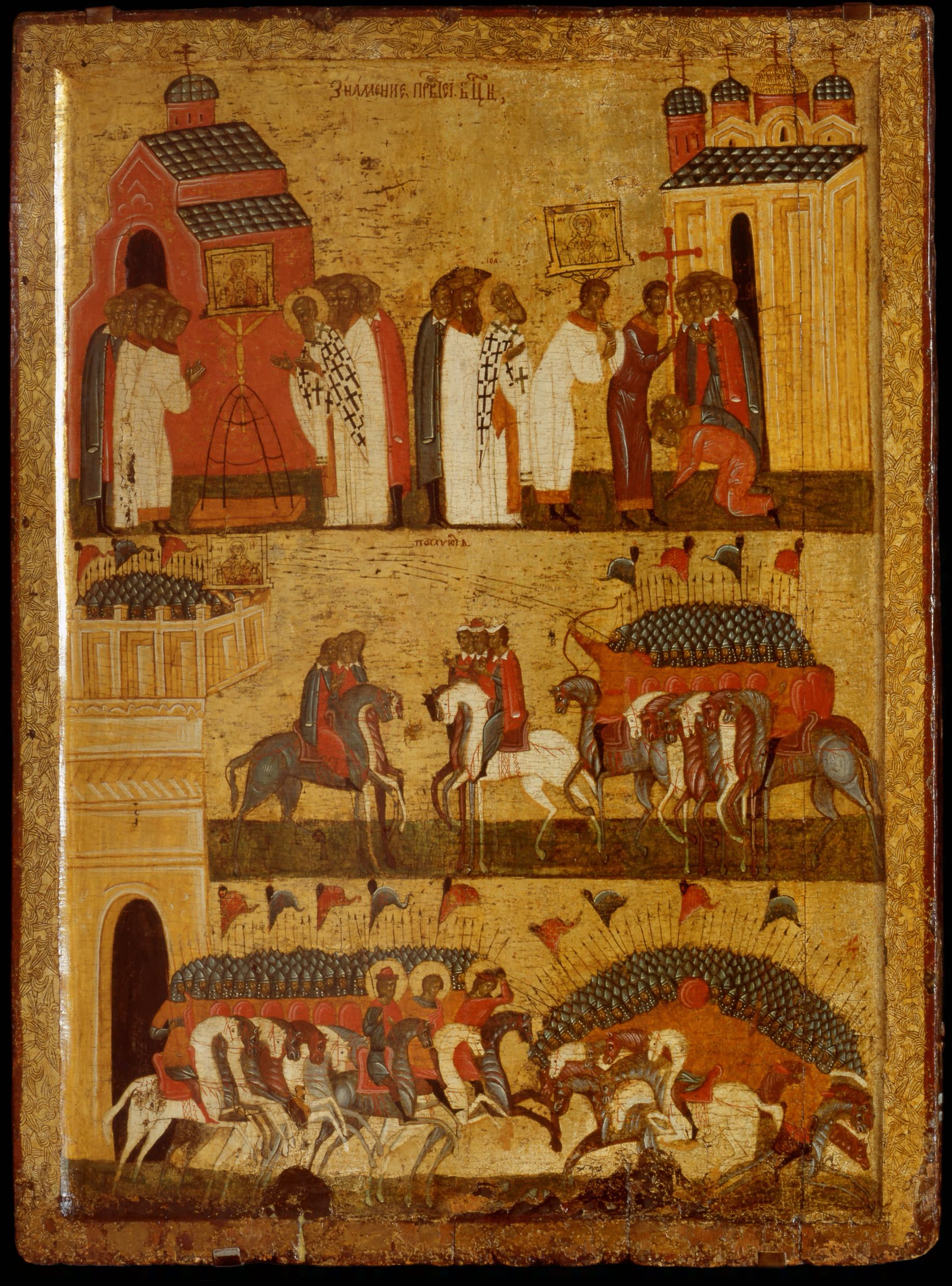
Икона, хранящаяся в Государственной Третьяковской галерее.

Композиционно икона «Чудо от иконы Знамение (Битва новгородцев с суздальцами)» состоит из трёх расположенных одна под другой частей (регистров). В верхней части изображение новгородцев, молящихся перед образом «Богоматерь Знамение» у церкви Спаса Преображения и затем переносящих его. В средней части послы новгородцев и суздальцев, съехавшиеся перед битвой, ведут переговоры о мире и затем начинаются боевые действия, суздальцы мечут стрелы в икону «Богоматерь Знамение». В нижней, заключительной части изображено выступающее из крепостных ворот новгородское войско (слева) и разбитое смятенное войско суздальцев (справа).

Формат иконы точно соответствует золотому квадрату. Композиция произведения напоминает воинский штандарт, состоящий из трёх горизонтальных прикреплённых к древку полос. Вместо древка через два нижних регистра иконы проходит вертикаль крепостной стены. Ввысь устремлены и главы храмов, и звонницы, фигуры людей, размещённых в верхнем поясе.

## Распространение
Предполагается, что в XV веке (в эпоху расцвета новгородской иконописи) были написаны первые иконы на этот сюжет. Одна из них, происходящая из деревянной церкви Успения села Курицко, в настоящее время находится в Государственной Третьяковской галерее.
В Новгородском музее хранится икона, вероятно, происходящая из упраздненной церкви Димитрия в Кожевниках на Даньславле улице в Новгороде. Третья аналогичная икона из разрушенного Никольского монастыря в Гостинополье Новгородской области находится в Государственном Русском музее. Известна также меньшая по размеру, включающая только два регистра изображений икона из бывшего собрания Т.А. Мавриной в Музее личных коллекций ГМИИ им. А.С. Пушкина.
«Битва новгородцев с суздальцами» — излюбленный сюжет стенописи ярославских изографов XVII-XVIII веков. Его распространение в Ярославле связано с жившими там потомками переселенных царем Иваном Грозным новгородцев.